# ブラッドラッド
『ブラッドラッド』（BLOOD LAD）は、小玉有起による日本の漫画。『ヤングエース』（角川書店）にて、Vol.3から2016年10月号まで連載された。小玉にとっては連載2作目にあたる。略称は「ブラドラ」。キャッチコピーは、「テメェの血に、従え。」。2015年2月時点で累計発行部数は180万部を突破している。
2011年10月から、同作品のスピンオフ作品が発表されている（詳細はスピンオフ作品参照）ほか、2013年7月にはノベライズが角川スニーカー文庫より発売された。
ブレインズ・ベース制作でテレビアニメ化され、2013年7月から9月まで放送された。

## あらすじ
東魔界でナワバリボスをしているオタクな吸血鬼・スタズのもとへ、ある日、人間の女子高生・柳冬実が紛れ込んでくる。戸惑いながらにも冬実に会ったスタズは、自分の中から湧いてくる気持ちを整理出来ずにいた。しかし束の間、冬実はナワバリ破りに来た魔物に喰われ、幽霊となってしまう。スタズは自分の気持ちの整理のためにも、彼女を生き返らせようと「血意」する。

## 登場人物

### 主要人物
ブラッド・チャーリー・スタズ
声 - 逢坂良太、坂口湧久（幼少期）
主人公。通称「スタズ」。東魔界の一画を統べるナワバリボス。日本のアニメ・ゲームや漫画が好きなマニアの吸血鬼。基本的にこれら以外のことには消極的だが、冬実と出会って自身に生まれた衝動の正体を知るために、冬実を生き返らせようと決意する。
先祖である血を吸う吸血鬼を古臭いと嫌悪し、またサブカルチャーを生み出した人間への敬意から人間からの吸血も嫌う。そのことからウルフからは「ブラッドチェリー（吸血童貞）」と呼ばれている。
魔界の殿堂魔族である「吸血鬼」の正統なる血統種だが、現在は家出しており、兄妹とは絶縁状態にある。
流動的な魔力を使い自分から半径数十メートルまでの距離に多彩な攻撃をすることが出来るがその分本体は脆い。その魔力は言わば動体念力のようなもので、敵の攻撃をはじいたり、敵を浮かせたりでき、敵にトドメを刺す時は心臓を握りつぶす技（ジップと呼ばれる）を主に使う。
幼いころから強力な魔力を潜在的に保有し、兄ブラッズはその才能を開花させる事に成功する。しかし幼い体にその力はあまりにも重すぎたため、兄ブラッズによって心臓に魔力を拘束する弾丸を打ち込まれた。 そのためほとんどの魔力が使えなくなったが、それでも一般の魔物を圧倒するほどの力を持っている。本来の魔力の保有量は36400オルガン（平均的な魔族で2000～3000）。
殿堂魔界の監獄でブラッズに弾丸を取り出してもらったことで本来の力を取り戻し、現れる魔力の形として巨大な手のような模様が現れる。その手で相手を殴る、相手を握りつぶす技（心臓圧縮（ジップ）の強化版）等もできるようになった。その後、ベルの母であるネインが仕向けた殺し屋部隊チームフィアレスとの戦いで魔力を更に自由な形で扱うコツを覚えたため、魔力で足場を作る、2本指の腕を複数出して多数の物を掴む、掴んだ相手の魔力を吸収する等の応用性が広がった。
魔界と人間界を自由に行き来出来る訳ではないため、漫画・ゲーム・アニメのグッズなどを魔界で入手するのが困難である。そのため、彼のコレクションには人間界のアニメとややタイムラグがあり、人間界の情報が魔界に入ってくることもないため、人間界では常識的なオタク知識も知らなかったりする。
冬実とは初対面で一目惚れ、吸血鬼の本能を知り幽霊となった彼女を生き返らせようと奮闘する。彼女が誘拐された際、自分の目的ばかり考え、大事な時に冬実の傍にいなかったことを反省するような面が表れ、彼女のためなら「自分が集めた人間界グッズを全て捧げてもいい」と言うまで大切に思っている。その想いに比例するように独占欲が強くなり、冬実とウルフとの仲を嫉妬して引き離したり、冬実が離れると途端に不機嫌になったりする。一方でベルの想いには全く気づいていない。11月23日生、175cm、59kg、B型。
柳 冬実（やなぎ ふゆみ）
声 - 野水伊織
日本の女子高生。両親は離婚しており、父（声 - 徳本英一郎）と生活していた。本人は自覚していないが、巨乳の持ち主。ひょんなことから魔界に紛れ込み魔物に喰われ死亡、その後に幽霊となる。最初は自身が死に、幽霊となったことを実感できずにいたが、人間界で自身の存在を保つことが出来ないことが分かってからは、自身が魔族であることを自覚し始めた。
人間界で存在を保つためにスタズから血を供給されたことが原因で「魔界でも存在を維持できない状態」となってしまい消滅しかける。フランケンによって吸血鬼としての魔力を彼女から除くことで救われるはずだったがブラッズとリズによってフランケンが投獄されたため、現在もスタズが魔力を補給していることで存在を維持している。本来の魔力保有量は50オルガンと一般魔族よりも大きく劣る身でありながらスタズの血により体の維持に必要な魔力量が膨大な数値になってしまっている(今では250オルガン)。スタズの血で存在を維持できるが、スタズの血を摂取すればするほど体の維持に必要な魔力量が増えていき、いずれは1分も存在が維持できなくなるため、血の摂取は消滅ギリギリまでしないようにしている。
元は厳格な父の元で育った箱入り娘。人間界の彼女の部屋は良く言えば整理整頓がされているが、悪く言えば殺風景で個性が無く、スタズからは「牢獄」と言われた。物心ついた頃から母親がおらず、母の代わりに台所に立ち続けたことで料理は上手い（スタズ曰く「（お前らしく）素朴な味」）。また、スタズの部屋で「初めて天空の城ラピュタを見た」というくらいサブカルチャーとは縁がない。
自分を生き返らせようと奮闘するスタズに感謝しており深い信頼を寄せているが、異性としての好意も持つようになった。
ベルとは実母の関係上、血の繋がりのない姉妹。1月9日生、158cm、50kg、A型。
ハイドラ・ベル
声 - ブリドカットセーラ恵美
最上級の空間魔術師であり、空間魔術師一族、ハイドラ家の一員。枠を使って空間を繋ぎ、人間界と魔界を繋ぐブラックカーテンを使用することができるが、ブラックカーテンの魔術を何者かに盗まれ、無断で使用されている。自身が出していないブラックカーテンは消すことができず冬実が魔界に紛れ込む原因となった。
通称「ベル」だが、常に巨大なリュックサックを背負っているため、スタズやウルフからは「大福」と呼ばれていたが、自室に戻った際にリュックを置いてきたため、その後は普通にベルと呼ばれている。
スタズの封印されている魔力に興味を示し、スタズをオニクロ店長（声 - 松田健一郎）やウルフと戦うように仕向けた。それは魔術泥棒がスタズではないかと疑っていたための行動だった。スタズの封印された魔力を探ろうと行動する度に彼に惹かれてき好意を抱くようになる。だが、スタズの冬実への想いを痛感している為、心中は複雑である。
コミックス4巻では、彼女の日常が描かれている。トレジャーハンターを生業としており、人間界と魔界VIPからの依頼が殺到している。手に入れた時の達成感を味わうために、いかに危険な状態であっても空間魔術は使わないというポリシーを持っている。また、かなりの大食いでもある。6月12日生、158cm、50kg、B型。
ウルフ
声 - 寺島拓篤、加藤幹夫（幼少期）
西魔界のナワバリボスでスタズの旧友。魔界の殿堂魔族である「狼男」だが純粋な血族ではないため親に捨てられた。自らのナワバリを拡大させており、西魔界の21区のうち18区が彼の支配下にあるが、本人は強い相手と戦うことが目的であり、権力や支配といったことには興味が無い。周囲からは「キングウルフ」と呼ばれるが、本人は好きじゃないらしい。
魔力を肉体に閉じ込め自身を強化する自己強化タイプ。スタズからは「力こそが全て。己の持てる魔力を全て肉体に封じ込めた脳までが筋肉の男」と称される。いつも持ち歩いている鉄パイプの中に自分の魔力の一部を封じ込めており、これを放出して全身をコーティングすることで狼に変身できるが、純粋な狼男ではないので外に出した魔力が体内に戻ってしまい3分しか変身できない。また、外に出す魔力の量が狂うと中途半端な変身になってしまう。彼が狼男化するのは滅多になく、その状態で殺し損ねたのはアキムだけである。
スタズとのボクシング対決でバニー姿（スク水にウサ耳）の冬実を見て、鼻血を噴き出すなど、意外と純粋である。
アキムとの戦闘終了後、アキムを追い詰めていたスタズに、白黒つけたいと言って戦いを挑むが、本来の魔力を取り戻したスタズの圧倒的力の前に敗れる。
後に、殿堂郵便の局員に、彼の父が殿堂魔界王のウルフダディである事を知らされ、同時にウルフダディからの手紙を手渡され、その手紙には、ウルフの母親を連れて、一緒に殿堂宮殿に来て欲しいという旨が書かれていた。
それをきっかけに、ウルフは母ケイティを探すために、封筒に手紙と同封されていた人間界パスポートを使い、人間界へ渡り、途中で合流したベルと共に母ケイティに会う。そこでケイティに知らされたのは、ウルフダディが、ケイティがかつて持っていた「力」を必要としている事、 ケイティにはもうその力がない事、ウルフにはその「力」の素質がある事、そして魔界に危機が迫っているという事だった。
ウルフはケイティからその力の使い方を教わり、狼男に変身する事を阻害している雑種の部分の能力を生かした技を身につける。
敵を自分の元に強烈な力で引き寄せ、強制的かつ絶対的なインファイトを展開するというこの技、 カリスマ（超引力）を手に入れたウルフは、魔界宮殿の「扉」をめぐる危機と戦いに身を投じる事になる。
コミックス3巻では彼の私生活が明かされた。寝ている姿は誰にも見せず、彼の部屋にもごく一部の人間しか入れない。より強い敵を求めているため、彼のナワバリではナワバリ破りを歓迎するポスターが貼ってあったり、彼に挑戦するだけでも景品が貰えるが、領地の皆から尊敬されているので挑戦者は中々いない。また、西魔界のお土産のプレゼンでも「これを貰った奴が俺に挑戦したがるもの」というコンセプトでやっている。7月24日生、167cm、67kg、O型。

### 東魔界
デク
声 - 米須太一
東魔界のナンバー2でスタズの手下。いつも突拍子のないスタズの行動に振り回されているが、スタズのことを慕っている。また、彼の部屋で一緒にゲームをして負かすなど、上下関係はそれほど厳しくない。
ミミック吉田
声 - 山本和臣
東魔界の新人。変身能力があり、スタズが不在の間、影武者として留守を任される。スタズの大ファンで、なりたいものに化けてしまうという癖を持つ。
アニメでは巨大なドラゴンに変身することで、デクと共にスタズ不在のナワバリを守った。
サティ
喫茶店「サード アイ」の三つ目の女主人。無口で全くと言って良いほど台詞が無く、視線だけで豆次郎とコミュニケーションをとる。二巻の巻末おまけの「魔界に生きる」では私生活が公開されたが、こっちでも喋らない。視線だけで豆次郎とスタズを威圧することができる。
豆次郎と一緒にいることで、魔族を調べ上げる“見破りの検査眼（サーチアイズ）”を使うことが出来、他にも他人の記憶を覗き見ることもできる。
喫茶店「サード アイ」はボス（スタズ）への家賃を免除してもらっている代わりに、スタズへのドリンクバーがタダになっている。
豆次郎
声 - 斎藤千和
フェレットのような姿とパンダのような色の三つ目の珍獣。いつもサティと一緒におり、魔物としての能力もサティと一緒にいないとほとんど発揮できないが、“先見の鷹の眼（イーグルアイ）”で数キロ先を見ることが出来る。
二巻の巻末おまけの「魔界に生きる」ではサティとの生活が公開された。二人の関係は、傍から見れば豆次郎が一方的に話しかけているかのように見えるが、ちゃんとコミュニケーションが成り立っているらしい。

### 西魔界
キジ
声 - 白川周作
西魔界のナンバー2。常識人。
トビ
声 - ロア健治
キジと同じくナンバー2。異常にウルフを慕っている。
フランケン・シュタイン
声 - 稲田徹
魔族の生態に詳しい、マッドサイエンティスト。人間の死体をつないで怪物を作った先祖を超えたいと思っている。
魔族と魔族の身体をつないで新たな怪物を作り出そうとした結果、最高傑作の人造人間No.9“パップラドン・アキム”を生み出したが、アキムが空間魔術を用いて脱走した。そのため、アキムを止めるための強大な存在を求めて、冬実の幽霊としての特性を利用して“混合種（ハイブリッド）”を生み出そうとしたが、それを知ったベルとウルフに阻まれる。そこで、アキムを倒す代わりに冬実から吸血鬼としての魔族を取り除く治療をするという交換条件を持ちかける。
しかし、アキムの一件でリズの玩具箱に投獄されてしまい、更にブラッズの計画に協力させられる。

### 殿堂魔界
全てのナワバリを制覇した魔族が住む空中都市。
魔界のルールを決める側の特権階級たちが生活している。
ブラッド・D・ブラッズ
声 - 木村良平
スタズの実の兄。天才で、魔力向上のためと称しスタズに様々な実験を行った。実験の結果スタズの才能を開花させるが、制御ができず心臓に魔力を拘束する弾丸を打ち込み封印する。アキムを倒すことを条件に冬実の蘇生を約束し、同時にスタズの心臓にある弾丸を取り除いて彼の真の力を発揮させる。スタズからは「余計なお世話でお節介、自分の目的を通すのが強引で自分そっくり」と嫌われている。
ほかにも、「人体蘇生の書」などの文献を執筆している。
ウルフダディを父の仇と思い、彼へ宣戦布告、アキムやフランケンを利用して父を復活させたが、復活したリチャーズによって事の真相を知った。
魔力の形は背中の輪と5つの十字架が繋がっている形をしており、それで飛行することが出来る。
特権は「彷徨う死神（ブラッドストーカー）」。自分の血液を自在に動かすことができる。1月10日生、186cm、71kg、AB型。
ブラッド・T・リズ
声 - 南里侑香
スタズの実の妹。ブラッズのことを偏愛しており、ブラッズが自分より力がないスタズを気にかけ、その上家を出た後も心配されているのが気に入らずスタズのことを嫌っている。いつもマスクを被っており、それが無いと落ち着かない。 魔界最大の刑務所「リズの玩具箱」監守で、魔界の罪人を裁き、強制投獄できる「特権」をブラッズから与えられている。
後にブラッズからスタズの監視を命じられ、彼の家に居候することになり、同居してからはスタズとの兄妹仲は改善している。冬実とは姉妹のように仲良くなり、オムライスが好物となる。
腰の左右から、魔力で形成された斧を持った腕を出して攻撃することができ、これが彼女の魔力の形でもある。
ベロス巡査
声 - 浅野真澄
殿堂魔界の治安維持組織「殿堂ポリス」に所属する女性。露出度の高い過激な格好をしており、大雑把な性格をしている。手続きなしでの殿堂入りの罪でブラッズを拘束する。ハードコアバンドをやっており、ジャケットのデザインを上司のゴイルに頼んだりしている。担当はベース。
特権は「負け犬の首輪（アンダードッグチョーカー）」。首輪をかけられた者は魔力を使用すると魔力で形成された番犬に喰われてしまい、ベロスが鍵を差し込んで解除するか、魔力の使用を止めない限り止まらない。
ゴイル部長
声 - 岸尾だいすけ
殿堂ポリスに所属する男性。職務に忠実で真面目な性格であり、メガネにこだわりを持っている。ブラッズのことはナイスメガネと称賛している。下界へと逃げたブラッズを追って下界に向い、彼を追い詰めるがリズの介入によって彼を取り逃がす。
特権は2つあり、「怒りの矛先（アングリースピアー）」と「冷静な判断能力（クールデシジョン）」。「怒りの矛先」はゴイルが怒ることで発動し、口からアングリー（声-佐土原かおり）という使い魔を出して使役する。腕に装備して腕力を上げることもできる。アングリーの強さは怒りの度合いによって変化し、ゴイルの怒りが治まるほどアングリーも弱体化する。また、ゴイルが向ける怒りによって、アングリーが攻撃対象を変更する。「冷静な判断能力」はゴイルが冷静である時に発動し、自分に触れたものを凍結させる。ゴイルが冷静であることに依存しており、冷静さが失われると凍結が解除される。
ウルフダディ
声 - 若本規夫
魔界の王で扉の管理者。スタズ、リズ、ブラッズの父親を殺し王になったと言われている。実はウルフの実の父親である。
ブラッド・リチャーズ
スタズ達の父親であり、先代の殿堂魔界王。
“扉”の前でウルフダディに心臓を抜かれて殺され、ブラッズがウルフダディを憎むきっかけとなった。
実際は、“扉”の奥で眠っていたグリムを倒すために彼の妻とウルフダディの3人で対処したが、妻が死に、自身も魔力をグリムに支配されてしまったため、ウルフダディに自身を殺すように頼んだ。そして十年後の今、ブラッズの計画で復活し、事の真相をスタズとブラッズに伝えた。だがその後、心臓の魔力をアキムに依存していたことを逆手に取られ、全ての能力をアキムに奪われ、死亡した。
性格は真剣で真面目、王として魔界を愛し、家族思いの父親であった。リズの一言でスタズと冬実は恋人同士と思っていた。

### ハイドラ
ヘッズが生み出した亜空間を拠点とする空間魔術師一家。
亜空間には浮遊する島が多数存在し、三つ首のドラゴンの姿になったヘッズが徘徊している。マリモのような生物に乗って移動する。
ハイドラ・ネイン
声 - 三石琴乃
ハイドラベルの母親。息子や殺し屋を使い、スタズを倒そうと画策し冬実を付け狙う。数年前たまたま訪れた人間界で自身と姿が瓜二つな冬実の母親と出会った結果、冬実の母親とネインが融合してしまった。その後ネイン、冬実の父、ヘッズの話し合いの結果、冬実の父は冬実を人間界で一人で育て、冬実の母親をヘッズに預けることを決めた。しかし、冬実が魔界に来てしまい死んでしまった結果、冬実を守れなかった冬実の父の代わりに育てたいと思い、スタズを倒すためにチーム・フィアレスを派遣した。
ハイドラ・ヘッズ
声 - 藤原啓治
ハイドラベルの父親。冬実の父親と男同士の約束により、スタズに対して冬実を守れるかと問い、答えたスタズと冬実をネインから逃す。ウルフダディとは旧知の中。
自分の都合ではなく、娘の幸福のために愛する者を手放す覚悟を決めた冬実の父を「俺がこの世で唯一、恐れを抱いた男」と称し、尊敬している。
そのことから冬実の処遇についてはネインと対立しており、冬実の居場所は冬実自身に決めさせるべきだと考えている。
ハイドラ・ネル
声 - 梶裕貴
ハイドラベルの弟。運び屋。ネインの策略で冬実を誘拐する。ネインが冬実の母親と融合した後に生まれたので、姉より能力は低い。
作中ではベルに股間を攻撃されることが多い。母親の関係上、冬実はもう一人の姉にあたるため、ベルと冬実どちらの恋を応援するべきか、迷ったりしている。

### チームフィアレス
ネインがスタズ討伐のために雇ったヴァンパイアハンターを名乗る5人組。
しかし本当に吸血鬼を狩ったことはなく、「俺たち強いからもう吸血鬼とか余裕じゃね？」というシャムキッドの意向でヴァンパイアハンターを名乗る。
飛行船を拠点としている。
シャムキッド
声 - 杉山紀彰
チームフィアレスの読取人（リーダー）。
リーダーだが、お調子者で威厳がなく、部下にいいように利用されている。
猫に変身する能力を持ち、相手の体の一部を食べることで相手の思考を読み取る能力を持つ。
サム
声 - 桐本琢也
チームフィアレスの古株。
サムライのような風貌で銀製の刀でスタズを追い詰めるが、覚醒したスタズの能力を前に敗北する。
ブランド物に目が無い。
ジャスミン
声 - 藏合紗恵子
チームフィアレスの紅一点。
中華系で語尾が「～アル」の少女。
銀製の爪による近接攻撃、銀製の弓矢による狙撃でスタズを追い詰めるが、サムと共にスタズの能力の前に敗北する。
ロイ
声 - 石田彰
チームフィアレスの頭脳。脳内共有空間（チャットルーム）使い。
脳内共有空間で全員の思考をリンクさせ、シャムキッドが読み取った相手の思考を全員に伝達している。
作戦立案やチームの方針も彼が決めている。
ランド
チームフィアレスの力持ち。一切喋らない。
ミイラのような姿で体を包帯で巻いているかのように思われるが、包帯の下は空洞になっており、そこに冬実を閉じ込めていた。

### その他
パップラドン・アキム
声 - 遊佐浩二
フランケンが生み出した人造魔人No.9。
魔族の死体をつなぎあわせて生まれた怪物だが、フランケンが用意した身体のパーツが気に入らず、より上質なパーツを求めて研究所を脱走した。その後、北魔界でより良いパーツを求めて魔族を狩っていた。その正体は死体のパーツを繋ぎ止める亡霊のような存在であり、どんなに身体をバラバラにしてもすぐに復活する。同時に円を使った空間魔法が使え、伸縮自在の指輪と併用することで予想外の場所からの攻撃も可能となっている。
フランケンの最高傑作と言われるほど強力な怪物で、ブラッズが「それ一体で魔界の魔族が滅ぼされてしまうかもしれない。」と危機感を抱くほどである。
ウルフのことを「どれも良いパーツ」と高く評価しているが、スタズに対しては「せっかく良いパーツが揃っているのに活かせていない。」と酷評しており、彼が宇宙一尊敬するヒーローの技を侮辱したことで逆鱗に触れた。スタズにお気に入りの必殺技で潰されたと思われたが、直前に空間魔術を用いて難を逃れた。
しかし、その直後にベルの空間魔術で四肢をバラバラにされて戦闘力を奪われ、バラバラのまま個々の容器に保存された。その後はブラッズに回収され、彼の命令でリズの玩具箱に投獄されたフランケンによって再び実験を繰り返される。
その結果ブラッド・リチャーズに心臓を組み込まれ自分はそれを動かすただの動力になり果てたが、心臓を取られた抜け殻をフランケンが培養槽から取り出した際に、そこに残っていた僅かな魔力と空間魔術を利用してリチャーズを吸収し心臓と魔力を奪還、完全に復活を果たす。
ウルフダディと互角以上に渡り合う程の実力を見せるがケイティの力を物にしたウルフに圧倒される。しかしその時に開いた"扉"から現れたグリムの魔力を吸収して絶大な力を手に入れて扉を破壊、突っ込んできたスタズを庇ったブラッズを自分の支配下に置くことに成功した。魔力の保有量も193020オルガンと他の殿堂魔族をも圧倒する膨大な量を誇る。
その後は自分の力を更に引き出せる優秀なパーツを求め、高ランクの魔族の死体を用いて作った人造魔人ケリーとバーガンディを魔界に送り出した。

## 用語解説
魔素
空気中に含まれる魔力の素。体内への吸収の方法や、魔力として体外への出力の仕方がそれぞれの種族で異なる。
魔族の身体を形成する主要元素でもあり、魔族は皆、それを個々の体内で循環させ、魔力を作り生きている。
魔素は多過ぎると逆に魔族にとって有害となり、魔力保有量が少ない魔族を魔素が充満し過ぎた空間に閉じ込めると「魔素に溺れる」状態となる。
魔素の供給源は人間界で死んだ人間の魂であり、魔界で魔族が死ぬとその魔力（魔素）が人間界で魂となり、輪廻転生を繰り返す。
魔力
吸収した魔素を体外へ放出可能にした状態。これの保有量や制御の得手不得手によって強さが決まる。
強い魔族は、魔力を見える形にして具現化するという事が可能であり、魔力の形や能力は個人によってまちまちである。
魔力はオルガンという単位で表すことができ、一般の魔族は2000～3000オルガンある。
殿堂魔界
魔界上層にある、浮遊している大地であり、魔界下層の全ナワバリを
制覇した種の魔族のみが住む事を許された地。世界のルールを決める側が住む場所とも呼ばれる。
魔界を統べる殿堂魔界王が君臨する殿堂宮殿が存在し、
その他、吸血鬼ブラッド一族の城や、魔界最大の刑務所であるリズの玩具箱があるのもここである。
殿堂魔族
殿堂魔界にいることが許された魔族。今のところ、「吸血鬼」と「狼男」が確認されている。
殿堂ポリス
殿堂魔界の治安維持組織。これに所属するベロス巡査すら、殿堂魔界兵士から（ベロス様）と
呼ばれている事から、（殿堂ポリスの巡査）は高い地位であるという事がうかがえる。
ONIQLO（オニクロ）
魔界のアパレルメーカー。人間界にも支店を出している。元ネタはUNIQLO（ユニクロ）
扉
増え続ける人間界の死と魔界に流れ込む大量の魔素の洪水を防ぐために魔界が作り出した魔力のダム。
大量の魔素と初代殿堂魔界王「グリム」を閉じ込めている。
歴代の殿堂魔界王は扉の管理を任されているが、リチャーズを利用して復活したアキムによって破壊された。
オルガン
魔族が持つ魔力を保有する臓器の値を示す単位。ブラッズ曰く「魔族の器」。
魔界で暮らす平均的な魔族で2000～3000オルガンある。

## 書誌情報

### 単行本
- 小玉有起 『ブラッドラッド』 角川書店〈角川コミックス・エース〉、全17巻
  1. 2010年5月1日発売[3]、ISBN 978-4-04-715433-9
  2. 2010年8月4日発売[4]、 ISBN 978-4-04-715496-4
  3. 2011年2月4日発売[5]、 ISBN 978-4-04-715621-0
  4. 2011年6月4日発売[6]、 ISBN 978-4-04-715714-9
  5. 2011年12月3日発売[7]、 ISBN 978-4-04-120015-5
  6. 2012年6月4日発売[8]、 ISBN 978-4-04-120285-2
  7. 2012年9月4日発売[9]、 ISBN 978-4-04-120412-2
  8. 2013年4月4日発売[10]、 ISBN 978-4-04-120700-0
  9. 2013年7月4日発売[11]、 ISBN 978-4-04-120733-8
  10. 2013年12月28日発売[12]、 ISBN 978-4-04-120945-5
    - オリジナルアニメBD付き限定版：2013年12月4日発売[13]、 ISBN 978-4-04-120757-4

  11. 2014年5月2日発売[14]、ISBN 978-4-04-121115-1
  12. 2014年11月4日発売[15]、ISBN 978-4-04-101675-6
  13. 2015年3月4日発売[16]、ISBN 978-4-04-101676-3
  14. 2015年8月4日発売[17]、ISBN 978-4-04-103327-2
  15. 2015年12月29日発売[18]、ISBN 978-4-04-103328-9
  16. 2016年7月4日発売[19]、ISBN 978-4-04-104423-0
  17. 2016年12月31日発売[20]、ISBN 978-4-04-104424-7

#### スピンオフ
- 好野カナタ（漫画）、小玉有起（原作） 『ぶらっと★ブラドラ』 角川書店〈角川コミックス・エース〉、全1巻。
  1. 2012年9月4日発売[21]、 ISBN 978-4-04-120406-1
- 好野カナタ（漫画）、小玉有起（原作） 『ぶらぶらっと★ブラドラ』 角川書店〈角川コミックス・エース〉、全1巻。
  1. 2013年7月4日発売[22]、 ISBN 978-4-04-120772-7

#### 小説
- 八坂圭・ブラッドラッド製作委員会（著）、小玉有起（原作）、好野カナタ（イラスト）『ブラッドラッド』角川書店〈角川スニーカー文庫〉、全1巻
  - 2013年7月1日発売[23]、ISBN 978-4-04-100933-8

## スピンオフ作品
以下の作品の作画は、全て好野カナタが担当している。
ぶらっと★ブラドラ
2011年10月18日創刊の『アルティマエース』（角川書店）2011年Vol.1号から2012年Vol.5号まで連載された。ショートストーリーや4コマを混在としたギャグ作品である。
ぶらっど★ブラドラ4コマ→ぶらぶらっと★ブラドラ
2012年11月9日発売の『4コマnanoエース』（角川書店）2012年Vol.19より2013年7月号まで連載された。ヤングエース2013年8月号にて出張版が掲載されている。タイトルどおり、4コマ漫画に特化した作品となっている。単行本に際して『ぶらぶらっと★ブラドラ』にタイトルが変更された。

## 小説版
2013年7月1日に角川スニーカー文庫（角川書店）より発売。タイトルは原作と変更せず『ブラッドラッド』であり漫画・アニメのノベライズにあたる。著者は八坂圭で、表紙・口絵イラストはアニメ版権であるが、本文イラストは公式スピンオフを担当している好野カナタが担当している。原作の第4巻の途中まで、アニメにおいては第6話まであたるエピソードを描いている。全1巻。

## テレビアニメ
2013年7月から9月まで放送された。
ヤングエースで連載されている作品において初のテレビアニメ化作品となる。
2013年12月発売の原作10巻に未放送の第EX話が収録されたBlu-ray付き限定版が発売。

### スタッフ
- 原作 - 小玉有起（角川書店 ヤングエース連載/カドカワコミックス・エース刊）
- 監督 - 宮繁之
- 助監督 - 田中智也
- シリーズ構成・脚本 - 古怒田健志
- キャラクターデザイン・総作画監督 - 藤崎賢二
- プロップデザイン - 斉藤良成
- 色彩設計 - 伊東さき子
- 美術監督・美術設定 - 榊枝利行、黛昌樹
- 撮影監督 - 館信一郎
- 編集 - 池田康隆
- 音響監督 - 飯田里樹
- 音楽 - 林ゆうき
- 音楽制作 - フライングドッグ
- 企画・エグゼクティブプロデューサー - 安田猛
- プロデューサー - 今本尚志、大石祐道
- アニメーション制作 - ブレインズ・ベース
- 製作 - ブラッドラッド製作委員会

### 主題歌
オープニングテーマ「ViViD」
作詞 - 藤林聖子 / 作曲 - 秋田博之 / 編曲 - CHOKKAKU / 歌 - May'n
エンディングテーマ「BLOODY HOLIC」
作詞 - 唐沢美帆 / 作曲 - 加藤裕介 / 編曲 - 尾澤拓実 / 歌 - 南里侑香

### 各話リスト
| 話数           | サブタイトル               | 絵コンテ        | 演出              | 作画監督                                    |
| -------------- | -------------------------- | --------------- | ----------------- | ------------------------------------------- |
| #01            | 骨でした                   | 宮繁之          | 田中智也          | 藤崎賢二                                    |
| #02            | ただいまは言わない         | 斉藤良成        | 斉藤良成          | 斉藤良成、宮繁之                            |
| #03            | 持ってんじゃん             | 佐山聖子        | 関野関十 田中智也 | 宮繁之                                      |
| #04            | 殿堂魔界へ                 | 田中智也        | 田中智也          | 江森真理子                                  |
| #05            | 未確認魔人物体             | 平野俊貴        | 平野俊貴          | 齊藤美香                                    |
| #06            | それがダチ                 | 佐山聖子        | 黒川智之          | 村田峻治 斉藤良成（アクション）             |
| #07            | はじめてのリズ             | 平野俊貴        | 平野俊貴          | 小林利充 斉藤良成（アクション）             |
| #08            | ふたりはトレジャー         | 佐山聖子        | 田中智也 斉藤良成 | 谷口繁則、江森真理子                        |
| #09            | メガネの罪                 | 宮繁之          | 田中智也          | 菅野芳弘                                    |
| #10            | ダークヒーロー・ライジング | 平野俊貴 宮繁之 | 平野俊貴 田中智也 | 藤崎賢二                                    |
| #EX （未放送） | 我輩は猫ではない           | 斉藤良成        | 田中智也 斉藤良成 | 江森真理子、斉藤良成 斉藤良成（アクション） |

### 放送局
| 放送地域 | 放送局        | 放送期間                | 放送日時               | 放送系列                                | 備考                                |
| -------- | ------------- | ----------------------- | ---------------------- | --------------------------------------- | ----------------------------------- |
| 埼玉県   | テレ玉        | 2013年7月7日 - 9月8日   | 日曜 24:30 - 25:00     | 独立局                                  |                                     |
| 神奈川県 | tvk           | 2013年7月7日 - 9月8日   | 日曜 24:30 - 25:00     | 独立局                                  |                                     |
| 東京都   | TOKYO MX      | 2013年7月10日 - 9月11日 | 水曜 25:00 - 25:30     | 独立局                                  |                                     |
| 兵庫県   | サンテレビ    | 2013年7月10日 - 9月11日 | 水曜 26:00 - 26:30     | 独立局                                  |                                     |
| 福岡県   | TVQ九州放送   | 2013年7月10日 - 9月11日 | 水曜 26:40 - 27:10     | テレビ東京系列                          |                                     |
| 韓国全域 | ANIPLUS       | 2013年7月11日 - 9月12日 | 木曜 23:30 - 24:00     | CS放送 IP放送 ケーブルテレビ ネット配信 | 19歳以上視聴可で放送 韓国語字幕あり |
| 岐阜県   | 岐阜放送      | 2013年7月11日 - 9月12日 | 木曜 25:45 - 26:15     | 独立局                                  |                                     |
| 三重県   | 三重テレビ    | 2013年7月11日 - 9月12日 | 木曜 26:20 - 26:50     | 独立局                                  |                                     |
| 千葉県   | チバテレビ    | 2013年7月12日 - 9月13日 | 金曜 25:30 - 26:00     | 独立局                                  |                                     |
| 日本全域 | BS11          | 2013年7月12日 - 9月13日 | 金曜 27:00 - 27:30     | BS放送                                  | ANIME+枠                            |
| 日本全域 | dアニメストア | 2013年7月13日 - 9月14日 | 土曜 12:00 更新        | ネット配信                              |                                     |
| 日本全域 | AT-X          | 2014年6月22日 - 8月25日 | 月曜 22:00 - 22:30     | CS放送                                  | リピート放送あり                    |
| 栃木県   | とちぎテレビ  | 2016年1月14日 - 3月17日 | 木曜 23:30 - 金曜 0:00 | 独立局                                  |                                     |

### Blu-ray / DVD
| 巻 | 発売日         | 収録話         | 規格品番  | 規格品番   | 規格品番   |
| 巻 | 発売日         | 収録話         | BD        | DVD限定版  | DVD通常版  |
| -- | -------------- | -------------- | --------- | ---------- | ---------- |
| 1  | 2013年9月27日  | 第1話 - 第2話  | KAXA-6701 | KABA-10171 | KABA-10176 |
| 2  | 2013年10月25日 | 第3話 - 第4話  | KAXA-6702 | KABA-10172 | KABA-10177 |
| 3  | 2013年11月29日 | 第5話 - 第6話  | KAXA-6703 | KABA-10173 | KABA-10178 |
| 4  | 2013年12月27日 | 第7話 - 第8話  | KAXA-6704 | KABA-10174 | KABA-10179 |
| 5  | 2014年1月31日  | 第9話 - 第10話 | KAXA-6705 | KABA-10175 | KABA-10180 |

## アニメーションPV
完結後の2017年1月、公式サイトにて約1分40秒の完結記念アニメーションPVが公開された。

### スタッフ（PV）
- 作画監督 - 藤崎賢二
- アニメーション制作 - NAZ